# 케이블 호그의 발라드
케이블 호그의 발라드(The Ballad Of Cable Hogue)는 미국에서 제작된 샘 페킨파 감독의 1970년 코미디 영화이다. 제이슨 로바즈 등이 주연으로 출연하였고 샘 페킨파 등이 제작에 참여하였다.

## 출연

### 주연
- 제이슨 로바즈
- 스텔라 스티븐스

### 조연
- 데이비드 워너
- 스트로더 마틴
- 슬림 픽컨스
- L.Q. 존스

## 제작진
- 공동제작: 윌리엄 D. 파랠러
- 협력프로듀서: 고든 T. 도슨
- 의상: 로버트 플레처